# Hit Parade of 1941
Hit Parade of 1941 (Alternativtitel Romance & Rhythm) ist ein Musikfilm aus dem Jahr 1940, der unter der Regie von John H. Auer entstand.

## Hintergrund
Hit Parade of 1941 gehörte zu einer Reihe von Filmen, die versuchten, den Erfolg der Filmkomödie The Big Broadcast of 1938 nachzuahmen, der mit The Hit Parade (1937, u. a. mit Duke Ellington) begonnen hatte. Die Hit Parade Reihe wurde mit Hit Parade of 1943, Hit Parade of 1947  und Hit Parade of 1951 fortgesetzt.
Im musikalischen Rahmenprogramm treten das Vokalensemble Six Hits and a Miss, Borrah Minevitch and His Harmonica Rascals, und das Jan Garber Orchestra auf. Vorgestellt werden die Songs Who Am I?, Swing Low Sweet Rhythm, In The Cool of the Evening, Make Yourself at Home, The Swap Shop Song, The Trading Post, Sally, Ramona, Sweet Sue, Dinah, Margie und Mary Lou.

## Handlung
Eine kleine Radiostation WPX Brooklyn wird von einem Unternehmer vor dem Bankrott gerettet, indem er Geld in ein Fernsehequipment investiert. Die Bedingung dabei ist, dass der Besitzer der Station erlaubt, dass seine tanzende Tochter Annabelle darin auftreten und singen darf, wobei ihr Gesang von der Freundin der Tochter des Stationsbesitzers, Pat Abbott synchronisiert werden soll. Annabelle wird auf diese Weise ein landesweit bekannter Star. Erst als bei einer Übertragung gezeigt wird, wer hinter der Stimme Annabells steckt, wird auch Pat ein Gesangsstar und Annabelle eine erfolgreiche Show-Tänzerin.

## Auszeichnungen
Der Komponist und Orchestrator Cy Feuer  erhielt 1941 eine Oscar-Nominierung in der Kategorie Beste Filmmusik; eine weitere Oscarnominierung in der Kategorie Bester Song erhielt der von Frances Langford und Kenny Baker vorgestellte Song Who Am I? von Jule Styne und Walter Bullock.